# Mała Kołowa Turnia
Mała Kołowa Turnia (słow. Malá kolová veža, niem. Kleiner Pflockseeturm, węg. Kis-Karótavi-torony, 1977 lub 1973 m) – turnia znajdująca się w dolnej części Kołowej Grani w słowackich Tatrach Wysokich. Jest najniższą i położoną najdalej na północny zachód z trzech Kołowych Turni. Od Pośredniej Kołowej Turni na południowym wschodzie oddziela ją Skrajna Kołowa Ławka, natomiast od Kołowej Kazalnicy na północnym zachodzie oddzielona jest Kołowym Karbikiem.
Grań, w której położone jest wzniesienie, oddziela od siebie dwie odnogi Doliny Kołowej: Bździochową Kotlinę po stronie zachodniej i Bździochowe Korycisko po stronie wschodniej. W północnej grani Małej Kołowej Turni wyróżnia się kilka uskoków. Urwiska turni opadają w stronę dolnej części Bździochowego Koryciska oraz w kierunku Kołowego Stawu. Ściana północno-zachodnia ma ok. 150 m wysokości i kończy się ponad Kołowym Stawem. Znajduje się w niej trawiasta rynna. Ściana północna jest zarazem północną ścianą Kołowej Kazalnicy. Trzecia ze ścian Małej Kołowej Turni opada ku północnemu wschodowi, podobnie jak stoki Kołowej Kazalnicy.
Na wierzchołek Małej Kołowej Turni, podobnie jak na inne obiekty w Kołowej Grani, nie prowadzą żadne znakowane szlaki turystyczne. Najdogodniejsza droga dla taterników wiedzie na szczyt południowo-wschodnią granią ze Skrajnej Kołowej Ławki, jest jednak dość trudna (II w skali UIAA). W ścianach turni poprowadzono liczne drogi, wśród których są też nadzwyczaj trudne (V).
Pierwszego wejścia na Małą Kołową Turnię dokonali Alfréd Grósz i György Lingsch 26 sierpnia 1926 r.